# Leucosporidiella muscorum
Leucosporidiella muscorum är en svampart som först beskrevs av Di Menna, och fick sitt nu gällande namn av J.P. Samp. 2003. Leucosporidiella muscorum ingår i släktet Leucosporidiella och familjen Leucosporidiaceae.   Inga underarter finns listade i Catalogue of Life.